# Les Romantiques (Nâzım Hikmet)
la vie est belle, mon vieux...
Les Romantiques : la vie est belle, mon vieux... (Yaşamak Güzel Şey Be Kardeşim) est un roman semi-autobiographique posthume de l'écrivain turc Nâzım Hikmet écrit en 1962. D'abord publié en traduction française en 1964, il paraît en langue originale en 1966.

## Sujet
Militant communiste, Ahmet est contrait d'aller à Izmir pour échapper à la répression qui suit la révolte de Cheikh Saïd. Il fréquente les cercles communistes après la guerre d'indépendance turque et part étudier en URSS. Malgré les difficultés et la répression politique et sociale, Ahmet reste optimisme et conserve la conviction que la vie est belle.

## Publication
Il est traduit en français par Münevver Andaç et publié aux éditeurs français réunis en  1964. 
Le roman est publié à Istanbul en 1966.
En français, il est réédité chez Temps actuels en 1982, puis chez Messidor. Il reparaît sous le titre La Vie est belle mon vieux chez Parangon en 2002.